# Il favoloso Andersen
Il favoloso Andersen (Hans Christian Andersen) è un film del 1952 diretto da Charles Vidor.

## Trama
Il ciabattino Hans Christian Andersen scrive favole che incantano i giovani di Odense, ma gli adulti lo accusano di distrarre dalla scuola i loro figli e per questo motivo è costretto a trasferirsi a Copenaghen. Qui trova lavoro al Teatro Reale, dove l'impresario gli commissiona un paio di scarpette per la prima ballerina Dora, che ne è entusiasta. Hans si innamora di lei e, sotto l'influenza dell'amore, compone la favola la Sirenetta, che andrà a formare la trama di un balletto molto apprezzato. Hans non potrà, però, assistere alla prima trionfale rappresentazione, in quanto il marito di Dora, geloso di lui, lo rinchiude in una cantina. Il giorno seguente, una volta liberato, Hans dichiara il suo amore a Dora, che lo respinge. Nel frattempo le sue favole vengono pubblicate e ottengono un grande successo. Andersen, dopo la delusione subita a causa del rifiuto di Dora, decide di ritornare al paese natio, dove la sua fama lo ha preceduto e dove viene accolto calorosamente.

## Produzione
Prodotto dalla Samuel Goldwyn Company, il film è liberamente ispirato alla vita di Hans Christian Andersen dalla nascita e i primi di anni nella città di Odense (dove, adorato dai bambini, non era ben visto dagli adulti della città in quanto troppo "sognatore") al trasferimento nella città di Copenaghen, dove l'autore comporrà i suoi maggiori successi.
La scena del balletto La sirenetta è danzata da Zizi Jeanmaire e Roland Petit che ne firma anche la coreografia.

## Edizione Italiana
Il film arrivò nelle sale italiane nell'autunno del 1953, con il doppiaggio italiano che venne eseguito dalla C.D.C. negli stabilimenti Fono Roma.
I coniugi Savona (Lucia e Virgilio) facente parte del Quartetto Cetra doppiarono le parti cantate nell'edizione italiana.

## Distribuzione
Distribuito dalla RKO Radio Pictures, il film fu presentato di Samuel Goldwyn in prima a New York il 25 novembre 1952.

## Accoglienza

### Critica
(Leo Pestelli, La Stampa, 9 ottobre 1953)
(Vice, l'Unità, 11 ottobre 1953)